# Little One (Mammal Hands)
Little One è un singolo del gruppo musicale britannico Mammal Hands, pubblicato il 28 agosto 2020 come terzo estratto dal quarto album in studio Captured Spirits.

## Tracce
1. Little One – 6:00
2. Ithaca – 4:53
3. Chaser – 3:43

## Formazione
Gruppo
- Jesse Barrett – batteria, tabla
- Jordan Smart – sassofono tenore e soprano, clarinetto basso, elettronica
- Nick Smart – pianoforte

Produzione
- Mammal Hands – produzione, missaggio
- George Atkins – produzione, registrazione, missaggio
- Karl Sveinsson – assistenza tecnica
- Normal Nitzsche – mastering